# Max Runager
Max Runager (Greenwood, Carolina do Sul, 24 de março de 1956 – Orangeburg, Carolina do Sul, 30 de junho de 2017) foi um jogador profissional estadunidense de futebol americano.

## Carreira
Max Runager foi campeão da temporada de 1984 da National Football League jogando pelo San Francisco 49ers.